# Semel
Pour les articles ayant des titres homophones, voir Semelle.
Semel est un hameau de la ville belge de Neufchâteau située en Région wallonne dans la province de Luxembourg. Il se trouve sur la route qui relie Neufchâteau à Libramont.

## Historique
Semel est représenté sur la Carte d'Arenberg de la Prévôté de Neufchâteau en 1609 avec la graphie Simel, tout près de Gérimont (outre cette graphie, on trouve, en 1100, Semel, en 1534, Smelle, en 1573, Smelz).
Sur cette carte, n'apparaît déjà plus la maison forte en pierre entourée d'eau et dotée d'un pont-levis qui exista jadis.
Semel est mentionné pour la première fois dans le cartulaire de l'abbaye de Saint-Hubert. C'est une donation, faite en 1100, par l'abbé Wirède (ou Wired) à Walther (ou Wauthier) d'Ampliz (ou Ebly qui était anciennement Emblie), de l'alleu de Semel, rattaché autrefois à l'abbaye de Saint-Hubert.
Semel était donc une terre allodiale, franche d'impôts, qui ne relevait que de l'empereur.

Armoiries d'une famille de Semelle de l'ancien duché de Luxembourg

Ce n'est qu'en 1239 que Semel est mentionné pour la première fois comme fief de Neufchâteau dans un acte de donation à l'abbaye d'Orval par Thibeau, seigneur de Neufchâteau, contresigné par Messire Thierris (ou Thierry) de Semel.
La famille de Semel, originaire de ce lieu éponyme, connut une certaine notoriété.
De 1273 à 1277, Jean de Semel est prieur de Longlier. Ceci apparaît dans un acte de 1277, par lequel Ponche, femme de Thibeau de Semelle, confirme la donation faite par son mari à l'abbaye d'Orval d'une partie de la dîme de Rulles, avec le consentement de ses enfants dont les noms sont cités : Thieri,
Thieba, Hawit, Katerine et Alisêtre. Cet acte est signé par l'oncle des enfants, Jean de Semel, prieur de Longlier.
En 1273, Guillaume de Semel, fils de Thiérart de Semel, avoué de Chiny, écuyer, fait donation à l'abbaye d'Orval, de la dîme de Gérouville. Cet acte est signé par le prieur de Longlier, Jean de Semelle, oncle du donateur.
En 1376, un acte signale un Gilles de Semel.
Une Marie de Semel est abbesse de Clairefontaine (1419-1425).
En 1457, un Jean de Semel vend une rente assignée sur le village d'Ébly à Jean Housman, sergent de la recette d'Arlon. Cet acte précise la qualité de Jean de Semel, mais un document de 1503 lui donne le titre de Seigneur d'Ébly.
En 1509, le fief est entre les mains de Henry Housman, habitant Namur.
Une Marie Housman épouse Jean Brenner, greffier au Conseil de Luxembourg. Leur fille, Jeanne Brenner, épouse Antoine Blanchart, substitut-greffier au même Conseil.
Le fief tombe donc entre les mains de la famille Blanchart. Un dénombrement de 1561 mentionne Antoine Blanchart.
En 1604 Jean du Moulin est signalé comme homme de fief à Semel.
Le dénombrement de 1628 mentionne encore un Gérard de Semel habitant le village éponyme. Il ne porte toutefois plus de titre de noblesse. Il y est mentionné comme simple franc-bourgeois.
En 1656, Jean de Massul revendique le fief, car il avait épousé une du Moulin, Catherine.
Dès la première moitié du XVIIe siècle, une autre famille fait son apparition à Semel : les de Zeeberg.
Le premier connu de la lignée est un prévôt de Neufchâteau pour les d'Arenberg : Philippe de Zeeberg (mort en 1656). Lui succède Jacques-Maximilien, son fils, en qualité d'officier des seigneurs de Neufchâteau. Il meurt en 1680. Il avait épousé Jeanne de Massus (c'est vraisemblablement par ce mariage que les de Zeeberg devinrent féodaux de Semel).
Le fils du précédent, Charles de Zeeberg, épousa une de Lamock de Rossignol.
En 1756, Florent de Zeeberg relève le franc fief de Semel devant la cour féodale de Neufchâteau.
Toutefois, il apparaît que ce fief avait été scindé en deux, car, en 1754, Nicolas Deremiens de Massul en vend la moitié à Gilles Deremiens qui la rend au premier l'année suivante.
Lors du cadastre de Marie-Thérèse en 1772, Florent et Jean-François de Zeebergh, écuyers féodaux à Semel, déclarent posséder chacun une part du fief. Leur frère Jean-François, était prêtre à Vienne en 1781.
La famille de Zeeberg abandonna la particule à la Révolution française.
Le jeudi 20 août 1914, l'armée allemande incendia le village de Semel. Six maisons sur huit furent la proie des flammes.